# 冬季運動宮
冬季運動宮是一座位於保加利亞索菲亞的冰球館。啟用於1982年，容納人數為4600人。

## 外部連結
- 冬季運動宮 （页面存档备份，存于） on hockeyarenas.net
- 冬季運動宮 （页面存档备份，存于） on eurohockey.com